# Eschweilera wachenheimii
Eschweilera wachenheimii är en tvåhjärtbladig växtart som beskrevs av Noel Yvri Sandwith. Eschweilera wachenheimii ingår i släktet Eschweilera och familjen Lecythidaceae. Inga underarter finns listade i Catalogue of Life.